# Joe Cipriano
Joe Cipriano est un acteur américain né le 8 septembre 1954 à Waterbury, Connecticut (États-Unis).

## Filmographie
Cinéma
- 1979 : La Vie privée d'un sénateur (The Seduction of Joe Tynan) de Jerry Schatzberg : le photographe

Télévision
- 1983 : Les deux font la paire (Scarecrow and Mrs. King) - le film pilote
- 1995 : Mariés, deux enfants - 1 épisode :  My Favorite Married
- 1996 : Vanessa Williams & Friends: Christmas in New York (TV)
- 1996 : 1996 VH1 Honors (TV)
- 2005 : The One Day at a Time Reunion (TV)
- 2006 : 1 vs. 100 (série TV)
- 2013 : In a World… de Lake Bell : lui-même